# Rivière à la Loutre (vattendrag i Kanada, lat 48,46, long -70,96)
Rivière à la Loutre är ett vattendrag i Kanada.   Det ligger i provinsen Québec, i den östra delen av landet, 500 km nordost om huvudstaden Ottawa.
I omgivningarna runt Rivière à la Loutre växer i huvudsak blandskog. Runt Rivière à la Loutre är det tätbefolkat, med 319 invånare per kvadratkilometer.